# Adria Airways
Adria Airways («А́дрия эруэ́йс») — упразднённая словенская авиакомпания. Штаб-квартира располагалась в Любляне, место базирования самолётов — Международный аэропорт Любляны (Брник). Представительства компании находились в Любляне, Брюсселе, Франкфурте, Москве и Цюрихе, а офисы продаж — практически во всех европейских городах
Являлась членом авиационного альянса Star Alliance, выполняла регулярные авиаперевозки в Европу и на Ближний Восток.

## История

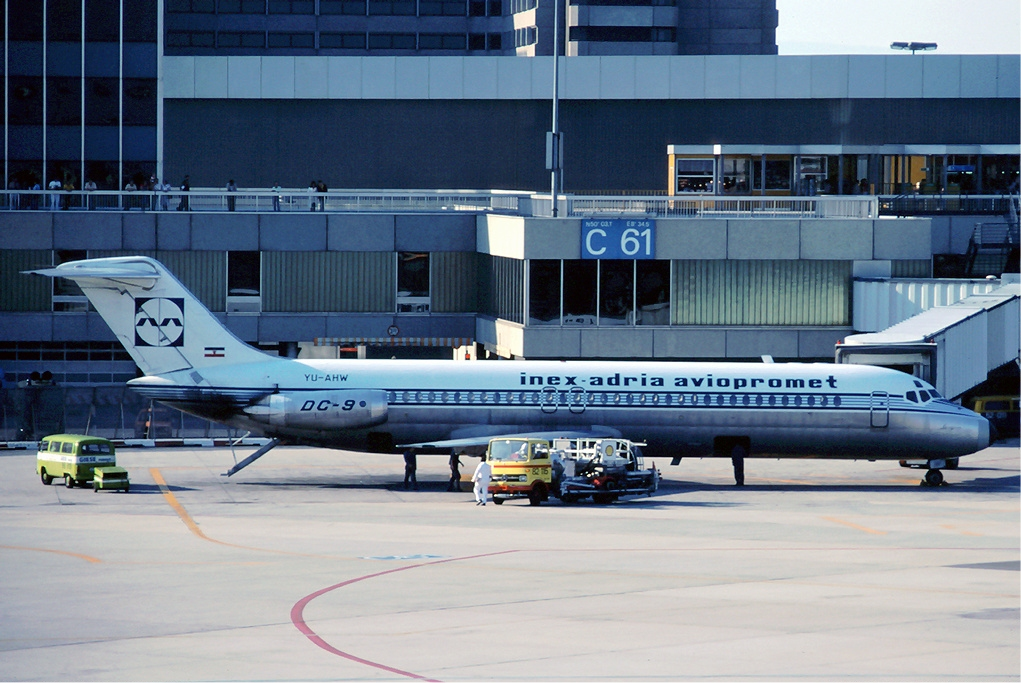
Douglas DC-9 Adria Aviopromet в 1976 году

Компания была основана в 1961 году под именем Adria Aviopromet, выполняя первые рейсы на Douglas DC-6. В 1968 году изменила название на Inex-Adria Airways, совершая полеты на Douglas DC-9. В начале 1980-х годов вошла в состав ИАТА, её флот главным образом сосредоточился на чартерных перевозках в Европу. С распадом Югославии авиакомпания получила официальный флаг Словении.
Авиакомпания на протяжении нескольких последних лет находилась в сложном финансовом положении, и в 2015 году правительство Словении приняло решение приватизировать авиакомпанию. В 2015 году авиакомпания потерпела убыток в 5 млн. евро. В 2016 году компания 4K Invest приобрела 96% акций авиакомпании, в дальнейшем компания 4K Invest планирует выкупить остальные 4% авиакомпании.
30 сентября 2019 года Adria Airways объявила о банкротстве и отменила все запланированные рейсы.

## Направления
В 2019 году еженедельно Adria Airways выполняла 170 регулярных рейсов из Любляны. В Россию рейсы выполнялись в Москву.

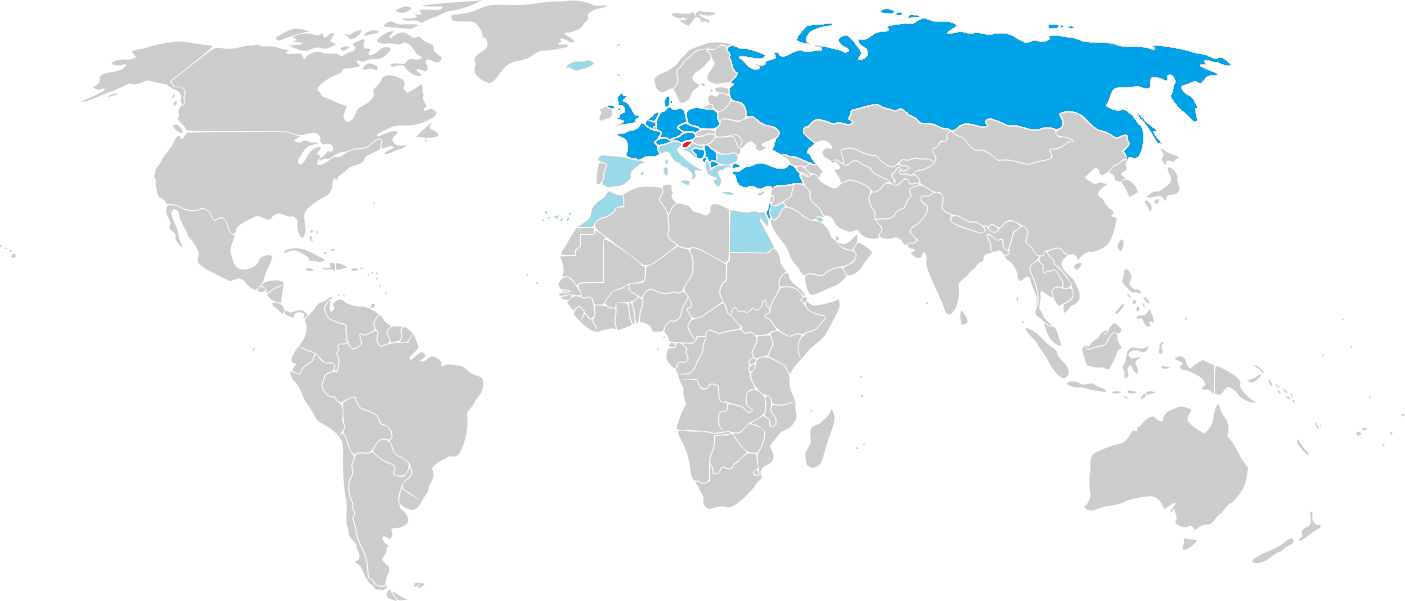
Направления авиакомпании

## Программы лояльности
Авиакомпания предлагала своим часто летающим пассажирам две программы лояльности: Miles & More для индивидуальных путешествий и Adria Corporate Card для предприятий.

### Miles & More
Программа было создана для премирования индивидуальных пассажиров: часто летающие пассажиры с каждым полетом на всех регулярных рейсах Adria Airways, а также рейсах членов альянса Star Alliance и других авиакомпаний-партнеров зарабатывали дополнительные мили.
Накопленные мили можно было использовать при следующих полетах, при размещении в отелях, аренде автомобилей или для получения премии.

### Adria Corporate Card
Для предприятий, государственных учреждений и иных юридических лиц, чьи сотрудники путешествовали с Adria Airways, работала программа лояльности Adria Corporate Card. За каждый полет участникам программы начислялись баллы, которые можно было поменять на премиальные билеты, повышение класса обслуживания или провоз дополнительного места багажа.
Полученные баллы были действительны в течение трёх лет.

## Флот

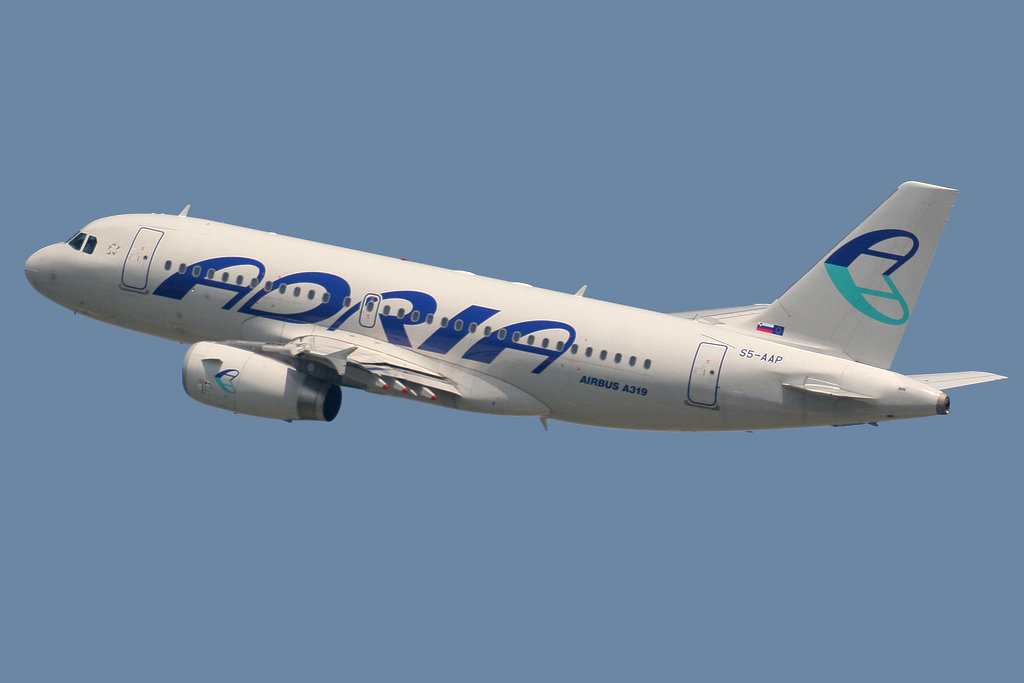
A319 взлетает из аэропорта Барселоны

Ранее авиакомпания эксплуатировала следующие типы воздушных судов:
- Airbus A319-111/132
- Bombardier CRJ-700ER/900LR
- Saab 2000